# Copa FMF 2021 (Maranhão)
In 2021 werd de derde  Copa FMF gespeeld voor clubs uit Braziliaanse staat Maranhão. In 2020 werd er geen toernooi gespeeld vanwege de coronacrisis in Brazilië. De competitie werd gespeeld van 24 november tot 19 december en werd georganiseerd door de FMF. Tweedeklasser Tuntum werd kampioen en mocht daardoor deelnemen aan de Série D 2022 en vanaf dit jaar plaatste de winnaar zich ook voor de Copa do Brasil 2022. 

## Eerste fase

### Groep A
| Plaats | Clu       | Wed. | W | G | V | Saldo | Ptn. |
| ------ | --------- | ---- | - | - | - | ----- | ---- |
| 1.     | IAPE      | 3    | 2 | 1 | 0 | 4:2   | 7    |
| 2.     | Juventude | 3    | 1 | 2 | 0 | 2:1   | 5    |
| 3.     | Pinheiro  | 3    | 1 | 1 | 1 | 1:1   | 4    |
| 4.     | São José  | 3    | 0 | 0 | 3 | 1:4   | 0    |

|  | Geplaatst voor tweede fase |

### Groep B
| Plaats | Clu        | Wed. | W | G | V | Saldo | Ptn. |
| ------ | ---------- | ---- | - | - | - | ----- | ---- |
| 1.     | Cordino    | 3    | 2 | 0 | 1 | 6:2   | 6    |
| 2.     | Tuntum     | 3    | 2 | 0 | 1 | 7:4   | 6    |
| 3.     | Imperatriz | 3    | 2 | 0 | 1 | 5:4   | 6    |
| 4.     | Bacabal    | 3    | 0 | 0 | 3 | 1:9   | 0    |

|  | Geplaatst voor tweede fase |

### Tweede fase
In geval van gelijkspel gaat de club met het beste resultaat in de competitie door. 
|  | halve finale | halve finale | halve finale | halve finale |  |           | finale | finale | finale | finale |
|  |              |              |              |              |  |           |        |        |        |        |
|  |              |              |              |              |  |           |        |        |        |        |
|  | IAPE         | 0            | 0            | 0            |  |           |        |        |        |        |
|  | Tuntum       | 0            | 1            | 1            |  |           |        |        |        |        |
|  |              |              |              |              |  | Tuntum    | 1      | 1      | 2      |        |
|  |              |              |              |              |  | Juventude | 0      | 1      | 1      |        |
|  | Cordino      | 0            | 1            | 1 (1)        |  |           |        |        |        |        |
|  | Juventude    | 1            | 0            | 1 (4)        |  |           |        |        |        |        |

## Kampioen
| Copa Federação Maranhense de Futebol de 2021 |
| Maranhão                                     |
| -------------------------------------------- |
| Tuntum Kampioen (1° titel)                   |